# Pedra d'Artús
La pedra d'Artognou, de vegades anomenada simplement pedra d'Artús, és un artefacte arqueològic descobert a Cornualla, Regne Unit. Va ser trobada el 1998 entre les ruïnes del castell de Tintagel i és segurament del segle VI. Aparentment tenia la funció original de sostenir alguna construcció del lloc, però acabà trencada en dos i reutilitzada en un fossat quan l'estructura originària fou destruïda. Des del seu descobriment s'ha suggerit que la pedra tenia alguna relació amb el llegendari rei Artús, però acadèmics com John T. Koch critiquen aquesta possibilitat.